# Sibur
Sibur ist der größte russische Petrochemie-Konzern. Die Beteiligungsgesellschaft der Sibur-Unternehmensgruppe ist die PAO Sibur Holding.
Die Aktivitäten von Sibur umfassen das gesamte Spektrum der Petrochemie: Raffination des Ausgangsstoffes Erdgas (Sibur verarbeitet rund 30 % des russischen Erdgases), Herstellung von Monomeren und Kunststoffen, Methanolproduktion, mineralische Dünger (Sibur Mineral Fertilizers gehört zu den fünf größten Stickstoffprodukteherstellern der Gemeinschaft Unabhängiger Staaten), Reifen (Sibur Russian Tyres ist der größte Reifenhersteller in Zentral- und Osteuropa und fertigt 30 % aller russischen Reifen), Synthesekautschuk und Kunststoffverarbeitung.
Sibur verfügte 2015 über 26 Produktionsstätten in Russland und beschäftigte 25.000 Mitarbeiter.

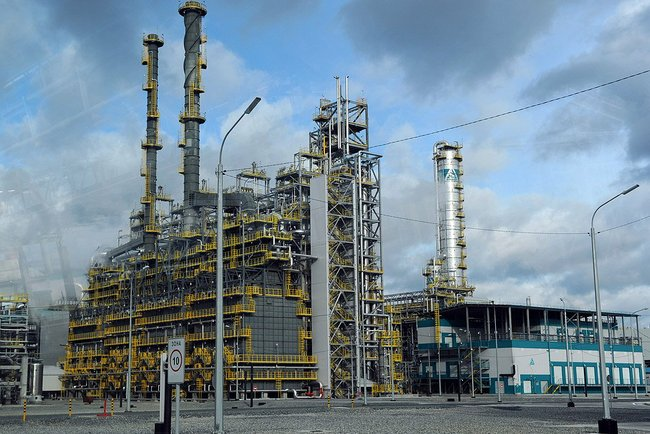
Chemieanlage in Tobolsk

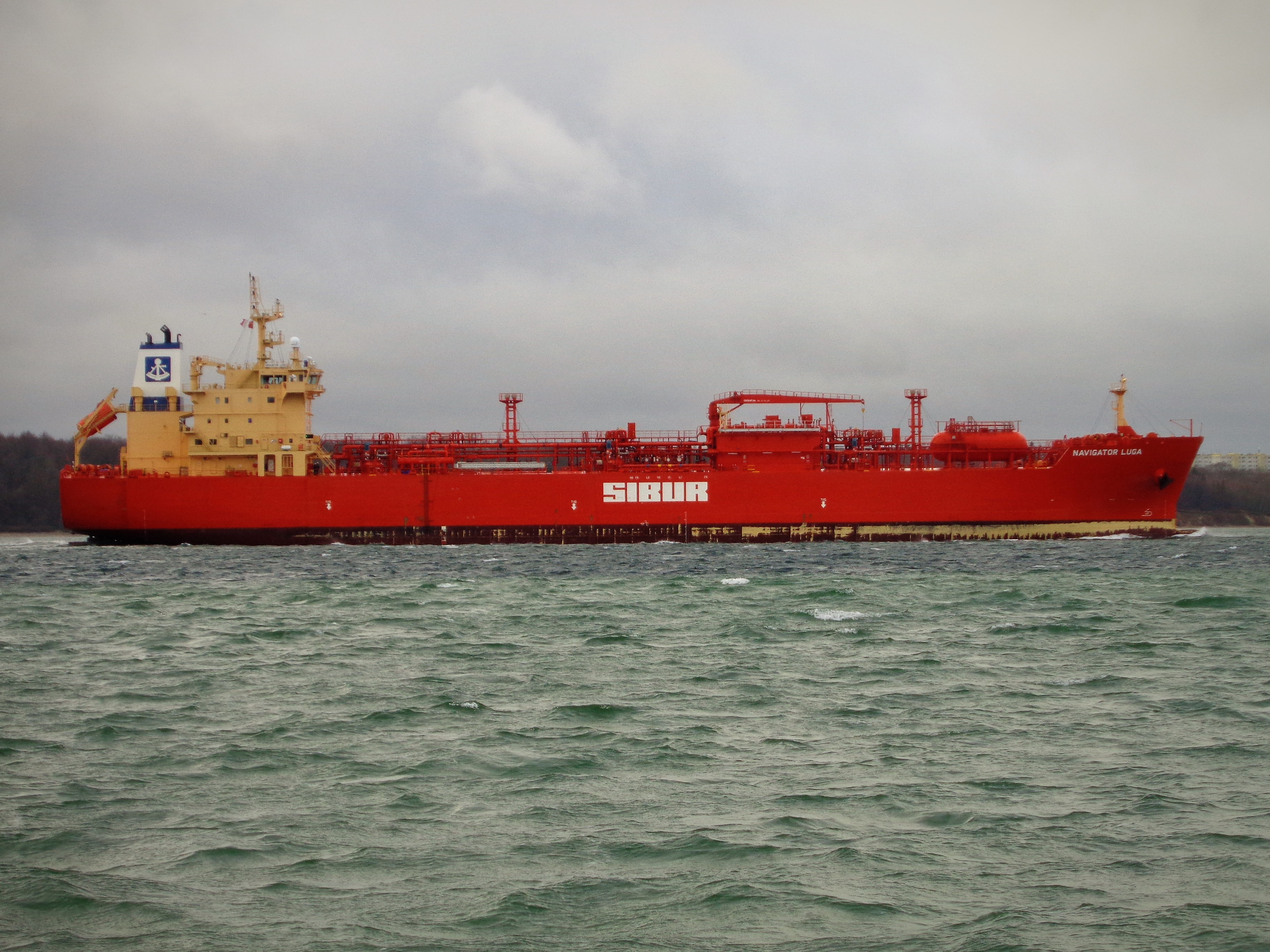
LPG-Tanker Navigator Luga in der Kieler Förde

In Tobolsk befindet sich der Endpunkt eines Pipelinenetzes für Natural Gas Liquids (NGL). Dort wird auch das SapSibNeftechim-Projekt errichtet.

## Besitzverhältnisse
Mit Stand Mitte 2015 hielt die Mehrheit der Sibur-Anteile (50,2 %) 
Leonid Michelson. 
Kirill Schamalow, der ehemalige Ehemann von Wladimir Putins Tochter Katerina Tichonowa, hielt rund 21,3 % und Gennadi Timtschenko 15,3 %. Die übrigen Anteile verteilten sich auf aktuelle und frühere Sibur-Manager. 
Im Herbst 2015 veräußerten Michelson und Timtschenko Anteile in Höhe von zusammen gut 10 % an den chinesischen Öl- und Gaskonzern Sinopec, wobei Timtschenko am meisten abgab.
Ab Dezember 2019 hielt Leonid Michelson weiterhin die Mehrheit (48,5 %), Timtschenko hielt 17,0 %. Derzeitige und ehemalige Manager hielten 14,5 %. 
Die übrigen Anteile verteilen sich auf Sinopec 10 % und den Seidenstraßen-Fonds 10 %.
Im Dezember 2021 bestätigte die Mubadala Investment den Kauf von 1,9 % der Sibur Holding.
Der stellvertretende Vorstandsvorsitzender ist Kirill Schamalow. Weitere Vorstandsmitglieder sind Mikhail Karisalov, Sergey Komyshan, Alexey Kozlov, Sergey Lukichev, Oleg Makarov, Vasiliy Nomokonov, Peter Lloyd O’Brien und Ruslan Shigabutdinov.

## Belege und Anmerkungen
1. ↑  Executive Management
2. 1 2 3 4  Company Presentation August 2015
3. ↑  Familienbande à la Putin Bericht der Süddeutschen Zeitung vom 18. Dezember 2015 abgerufen am 29. Dezember 2017
4. ↑  Beijing to have shares in Sibur and Eastern Petroleum Company Bericht auf rusmininfo.com vom 4. September 2015 abgerufen am 29. Dezember 2017